# Ridicule
Ridicule è un film del 1996 diretto da Patrice Leconte, candidato all'Oscar al miglior film straniero.
È stato presentato in concorso al 49º Festival di Cannes.

## Trama
Nel 1780 il barone Grégoire Ponceludon de Malavoy arriva alla corte di Versailles con l'intenzione di trovare i finanziamenti per bonificare le paludi della sua zona d'origine che sono causa di malattie ai danni della popolazione locale. Incontra quindi il marchese de Bellegarde che gli suggerisce di usare la sua abilità oratoria e la sua abilità nel creare motti di spirito per farsi strada fino al re Luigi XVI. Conosce nel frattempo Mathilde, la figlia del marchese de Bellegarde, della quale si innamora; tuttavia la giovane è già fidanzata con un ricco aristocratico.
Durante gli incontri dell'alta società il barone de Malavoy riesce a distinguersi per la sua arguzia anche ai danni dell'abate di Vilecourt, protetto di Madame de Blayac. Dopo la caduta in disgrazia dell'abate il barone de Malavoy diventerà l'amante di Madame de Blayac, che riuscirà a portarlo al cospetto del re. La giovane Mathilde intanto capisce di amare il barone e rompe il fidanzamento con il ricco aristocratico; de Malavoy e Mathilde iniziano quindi una relazione amorosa che fa ingelosire Madame de Blayac.
Quando ormai è imminente il suo incontro con il re per discutere sulla bonifica delle paludi, il barone partecipa ad un ballo in cui Madame de Blayac riesce a vendicarsi: il barone cade a terra in seguito a uno sgambetto e viene canzonato. 
Consapevole che una così grande figuraccia gli avrebbe precluso la possibilità di incontrare il re, de Malavoy amareggiato accusa i presenti del loro disinteresse verso le vite umane che la mancata bonifica della palude stroncherà e dell'arrivismo a discapito degli altri che imperversa nella corte, Madame de Blayac non trarrà dunque alcuna gioia dalla propria vendetta.
Tempo dopo il marchese de Bellegarde rifugiato in Inghilterra in seguito alla rivoluzione francese rivela che sua figlia e il barone de Malavoy si sono sposati e sono rimasti in Francia per proseguire il progetto di bonifica.

## Riconoscimenti
- 1997 - Premio Oscar
  - Candidatura Miglior film straniero (Francia)
- 1997 - Golden Globe
  - Candidatura Miglior film straniero (Francia)
- 1997 - BAFTA
  - Miglior film straniero (Francia)
- 1997 - Premio César
  - Miglior film a Patrice Leconte
  - Miglior regista a Patrice Leconte
  - Migliore scenografia a Ivan Maussion
  - Migliori costumi a Christian Gasc
  - Candidatura Miglior attore protagonista a Charles Berling
  - Candidatura Miglior attore non protagonista a Bernard Giraudeau e Jean Rochefort
  - Candidatura Miglior sceneggiatura, originale o adattamento a Rémi Waterhouse
  - Candidatura Miglior colonna sonora a Antoine Duhamel
  - Candidatura Miglior fotografia a Thierry Arbogast
  - Candidatura Miglior sonoro a Paul Lainé e Jean Goudier
  - Candidatura Miglior montaggio a Joëlle Hache
- 1997 - David di Donatello
  - Miglior film straniero a Patrice Leconte
- 1997 - Premi Lumière
  - Miglior film a Patrice Leconte
  - Miglior attore a Charles Berling e Daniel Auteuil
  - Miglior attrice a Fanny Ardant
- 1997 - Satellite Awards
  - Candidatura Miglior film straniero a Patrice Leconte
  - Candidatura Migliori costumi a Christian Gasc
- 1997 - Kansas City Film Critics Circle Awards
  - Miglior film straniero
- 1997 - Broadcast Film Critics Association
  - Candidatura Miglior film straniero
- 1997 - Florida Film Critics Circle
  - Miglior film straniero
- 1996 - Festival di Cannes
  - Candidatura Palma d'oro a Patrice Leconte
- 1996 - National Board of Review Awards
  - Miglior film straniero
  - Migliori film stranieri
- 1996 - Chicago International Film Festival
  - Miglior film a Patrice Leconte
- 1996 - San Diego Film Critics Society Awards
  - Miglior film straniero
- 1996 - Society of Texas Film Critics Awards
  - Miglior film straniero
- 1998 - London Critics Circle Film Award
  - Miglior film in lingua straniera dell'anno